# Amára
el-Amára (arabul العمارة – al-ʿAmāra) város Irak délkeleti részén, Mejszán kormányzóság székhelye, az ország tizedik legnépesebb városa (453 426 fő, 2008, becslés). A síita vallású arabok, szábeusok és lúrok lakta város nevezetes ezüstművességéről és kézzel szőtt szőnyegeiről.

## Fekvése
Amára Bagdadtól délkeletre, a Tigris alsó folyása mentén, a Mezopotámiai-alföld alacsony fekvésű síkján található, 9 méteres tengerszint feletti magasságban. Az iráni határtól mintegy 50 kilométerre fekvő várost régebben a Havíza-mocsár, ma tavak és mezőgazdasági művelés alatt álló területek veszik körül. Amára a Tigris folyón zajló vízi kereskedelem, valamint a Bagdad–Baszra közút egyik fontos állomása.

## Története
A várost 1862-ben alapították a Tigris bal partján török helyőrségként, amelynek feladata az egymással rivalizáló helyi Lám és al-Bú Muhammad törzsek ellenőrzése volt. A környező mocsárvidék lecsapolását és egy kiterjedt öntözőcsatorna-rendszer kialakítását követően a vidéken intenzív mezőgazdasági termelés vette kezdetét, s Amára az itt előállított termékek (rizs, datolya, napjainkra cukornád; szarvasmarha, juh, gyapjú, irha) piachelye lett, emellett kézművesiparával is hírnevet vívott ki magának (gyékényszövés, szőnyeggyártás, ezüstművesség).
A feudális viszonyokat konzerváló helyi hadurak és földbirtokosok már a 19. században ellenőrzésük alá vonták a várost, s bár Amárába 1915-ben a mezopotámiai háború során brit katonaság vonult be, később pedig hivatalosan is Irak része lett a város, az állami közigazgatás csak 1958-ban tudta megtörni a helyi sejkek uralmát. Az 1980–1988 közötti irak–iráni háború során – stratégiai elhelyezkedése okán – több, súlyos károkat okozó hadművelet helyszíne volt a város és környéke.